# Michał Bron
Michał Bron (ur. 1 stycznia 1909 w Warszawie, zm. 17 sierpnia 2008 w Uppsali) – oficer ludowego Wojska Polskiego, uczestnik wojny domowej w Hiszpanii i II wojny światowej.

## Życiorys
Urodził się w Warszawie, w rodzinie lekarza dentysty Bronsteina. Po wybuchu I wojny światowej wraz z całą rodziną znalazł się na Ukrainie, powrócił do Polski w 1921. Był członkiem harcerskiej organizacji żydowskiej Ha-Szomer Ha-Cair. W 1929 wyjechał do kibucu w Palestynie. W 1931 wstąpił do Komunistycznej Partii Palestyny. Za działalność w niej był kilkakrotnie aresztowany, spędzając łącznie w więzieniach 3 i pół roku. W latach 1936–1939 brał udział jako ochotnik w toczącej się wówczas w Hiszpanii wojnie domowej (zob. hiszpańska wojna domowa) pomiędzy wojskami rządowymi i rebeliantami dowodzonymi przez generała Francisco Franco. Pełnił tam funkcje: komisarza politycznego kompanii, dowódcy batalionu oraz w stopniu kapitana, szefa wydziału operacyjnego 129 Brygady Międzynarodowej pod dowództwem Wacława Komara. Po zakończeniu walk został osadzony w obozach: Gurs, Vernet i Dżilfa (Algieria). W 1943, po zajęciu Algierii przez wojska amerykańskie wyjechał do ZSRR przy okazji repatriacji obywateli ZSRR więzionych w Dżilfa.
W okresie od 10 października 1943 do 6 kwietnia 1944 zastępca dowódcy 5 pułku piechoty do spraw polityczny wychowawczych, w 1945 przez jakiś czas służył w Korpusie Bezpieczeństwa Wewnętrznego na stanowisku szefa Wydziału Wychowania Kadr KBW. W lutym 1946 wysłany jako attaché wojskowy do Belgradu; po powrocie do kraju w 1948 rozpoczął służbę w wywiadzie wojskowym (Oddział II SG LWP). Od lipca 1948 zastępca szefa Wydziału I Oddziału II SG WP, w kwietniu 1949 szef. W październiku 1950 słuchacz kursu doskonalenia dowódców przy Akademii Sztabu Generalnego i od września 1951 szef Wydziału Operacyjnego Sztabu 8 Korpusu Piechoty w Olsztynie. Następnie od kwietnia 1952 redaktor naczelny „Myśli Wojskowej”.
Aresztowany niespodziewanie 11 listopada 1952, wyszedł na wolność 30 listopada 1954; od lutego 1955 zastępca redaktora naczelnego „Nowych Czasów”. W kwietniu 1957 ponownie wyjechał jako attaché wojskowy do Belgradu; po powrocie w 1959 zwolniony z wywiadu wojskowego (od 1951 Zarządu II SG WP). W 1984 wyjechał na stałe do Szwecji. Autor kilku książek o wojnie w Hiszpanii oraz autobiograficznych. Zmarł w Uppsali.

## Odznaczenia
- Złota odznaka honorowa „Za Zasługi dla Warszawy” (1966)[2]